# نيل كاسال
نيل كاسال (بالإنجليزية: Neal Casal)‏ هو عازف قيثارة ومغن مؤلف أمريكي، ولد في 2 نوفمبر 1968 في بلدة دنفيل ‏ في الولايات المتحدة.

## وصلات خارجية
- الموقع الرسمي
- نيل كاسال على موقع IMDb (الإنجليزية)
- نيل كاسال على موقع ميوزك برينز (الإنجليزية)
- نيل كاسال على موقع أول ميوزيك (الإنجليزية)
- نيل كاسال على موقع ديسكوغز (الإنجليزية)